# Marin Almăjanu
Marin Almăjanu (n. 30 iunie 1960, com. Peretu, județul Teleorman) este un politician român, membru al Parlamentului României, ales ca deputat pe listele PNL. În cadrul activității sale parlamentare, Marin Almăjanu a fost membru în următoarele grupuri parlamentare de prietenie:
- în legislatura 2004-2008: Republica Cehă, Republica Austria, Republica Serbia;
- în legislatura 2008-2012: Republica Algeriană Democratică și Populară, Republica Sloveni, Republica Slovacă;
- în legislatura 2012-2016: Republica Costa Rica, Statul Plurinațional Bolivia.